# Arcoscalpellum imbricotectum
Arcoscalpellum imbricotectum är en kräftdjursart som beskrevs av Newman och Ross 1971. Arcoscalpellum imbricotectum ingår i släktet Arcoscalpellum och familjen Scalpellidae. Inga underarter finns listade i Catalogue of Life.